# Yolanda Kakabadse

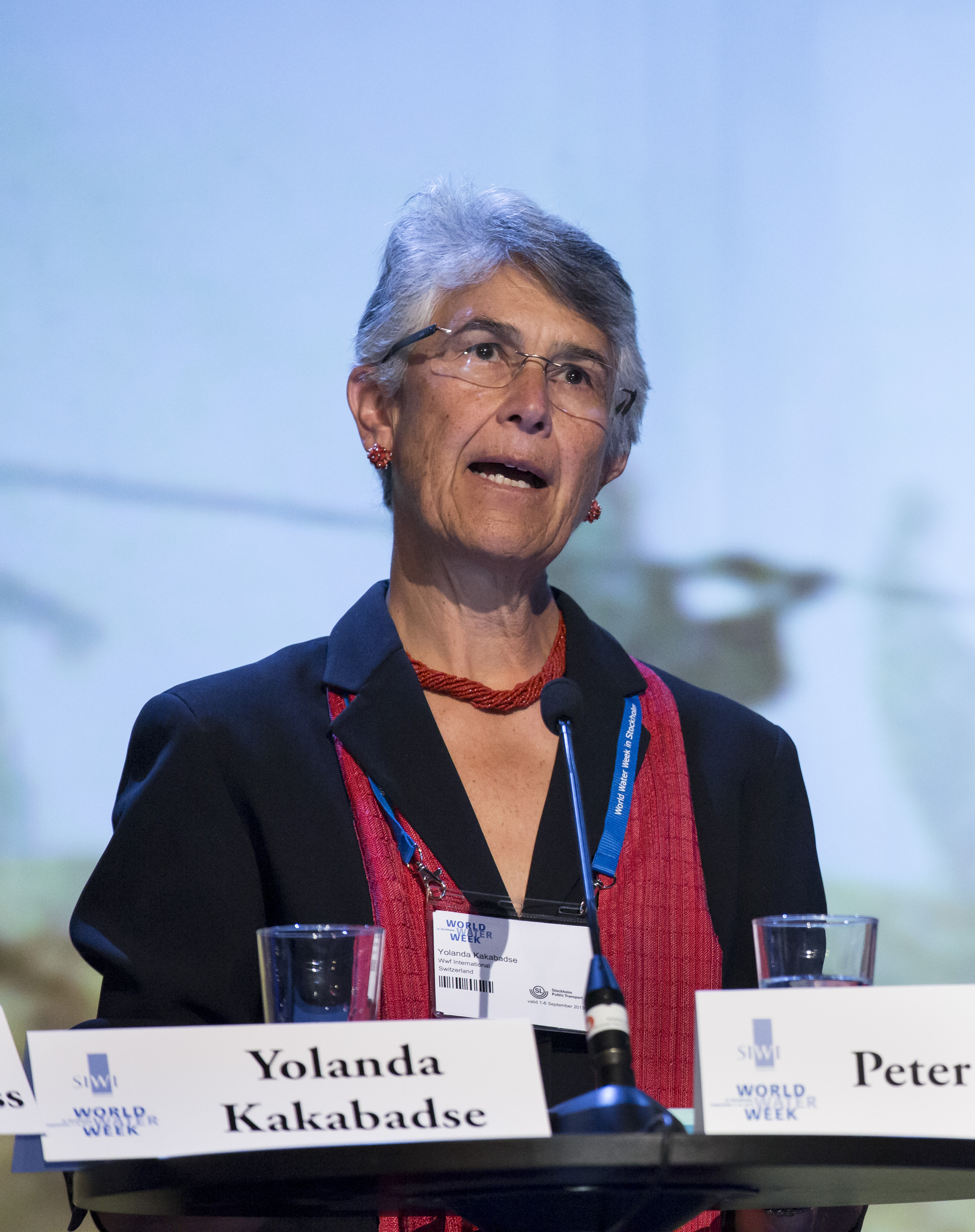
Yolanda Kakabadse als Sprecherin bei der World Water Week in Stockholm (2013)

Yolanda Kakabadse Navarro (* 15. September 1948 in Quito, Ecuador) ist eine international anerkannte ecuadorianische Umweltpolitikerin georgischer Abstammung. Sie zählt zu den weltweit renommiertesten Experten auf dem Gebiet des Umwelt- und Naturschutzes und hatte mehrfach hochrangige Funktionen innerhalb nationaler und internationaler Organisationen inne.

## Leben
Seit ihrem Studium der pädagogischen Psychologie an der Katholischen Universität in Quito engagierte sie sich für den Umweltschutz. Sie war Gründerin der Fundación Natura in Quito und deren Vorsitzende von 1979 bis 1990. Ab 1990 koordinierte sie von Genf aus die Teilnahme von nichtstaatlichen Organisationen (NGOs) an der Konferenz der Vereinten Nationen über Umwelt und Entwicklung 1992 in Rio de Janeiro. Im Jahr 1993 war sie Mitgründerin der Fundación Futuro Latinoamericano und fungierte bis zum Jahr 2006 als Präsidentin dieser NGO. 
Von August 1998 bis Januar 2000 amtierte Kakabadse als Umweltministerin der Regierung von Ecuador. Von 1996 bis 2004 war sie Präsidentin der Weltnaturschutzunion (IUCN). Kakabadse ist auch Bevollmächtigte der Ford Foundation und gehört seit 2004 dem Beirat der Holcim Foundation for Sustainable Construction an.
Von Januar 2010 bis November 2017 war Yolanda Kakabadse die Präsidentin des World Wide Fund For Nature (WWF).

## Ehrungen (Auswahl)
Yolanda Kakabadse erhielt für ihr Engagement zahlreiche Auszeichnungen, darunter:
- 1990: Verdienstorden der Republik Ecuador
- 1991: Global 500 Award des United Nations Environment Programme
- 1991: Orden der Goldenen Arche, gestiftet von Prinz Bernhard der Niederlande
- 2001: Zayed International Prize for the Environment, einer der weltweit höchstdotierten Preise auf dem Gebiet des Umweltschutzes[7]
- 2008: Ehrendoktorwürde der University of East Anglia (Doctor in Science (ScD) Honoris Causa)